# Jircan (distrito)
O Distrito peruano de Jircan é um dos onze distritos que formam a Província de Huamalíes, situada no Departamento de Huánuco, pertencente a Região Huánuco, na zona central do Peru.

## Transporte
O distrito de Jircan é servido pela seguinte rodovia:
- PE-14A, que liga o distrito de Huaraz (Região de Ancash)à cidade de Rupa-Rupa (Região de Huánuco)[1][2][3]